# Wunderwelt der Meere
Wunderwelt der Meere ist ein US-amerikanischer Dokumentarfilm aus dem Jahr 1995.

## Handlung
Der Film bietet einen Einblick in die Meereswelt und die Vielfalt der Lebewesen. Hervorgehoben wird, dass die Weltmeere ein einziger weltumspannender Ozean sind und dass das Leben in den Meeren miteinander verflochten ist. Der Mensch dringt in diesen Lebensraum ein und zerstört so das sensible System. Doch der Film zeigt auch Menschen, die mit und für das Meer arbeiten. So ist eine Familie zu sehen, die von den Meeresfrüchten lebt. Gezeigt werden Walforscher, eine Rettungseinheit der Küstenwache und ein Tiefseeforschungsteam. Sozusagen als Höhepunkt wird eine Quallenart gezeigt, die nur in einem Salzwassersee auf Palau vorkommt.

## Kritik
Roger Ebert von der „Chicago Sun-Times“ war zurückhaltend. Trotz einer Meryl Streep als Erzählerin und der wachrüttelnden Musik von Sting sei der Film einer der schwachen und oberflächlichsten Filme im Breitwandformat.

## Auszeichnungen
1996 wurde der Film in der Kategorie Bester Dokumentar-Kurzfilm für den Oscar nominiert.

## Hintergrund
Der im IMAX-Verfahren gedrehte Film hatte seine Premiere im Februar 1995.
Wunderwelt der Meere wurde produziert im Auftrag von Aquarium of the Americas, Ocean Film Network, das schwedische Museum für Naturgeschichte in Stockholm, das Museum für Wissenschaft und Geschichte in Fort Worth, das chinesische Nationalmuseum für Naturwissenschaften in Taichung, Nauticus National Maritime Center in Norfolk, Omniversum in Den Haag, Science World in Vancouver und White Oak Associates. Den weltweiten Vertrieb übernahm MacGillivrays Freeman Films.
Sprecherin des Films in der Originalversion ist die Schauspielerin Meryl Streep.